# Breitscheid (Hunsrück)
Breitscheid település Németországban, Rajna-vidék-Pfalz tartományban. Lakosainak száma 153 fő (2023. december 31.).

## Népesség
A település népességének változása:
| Lakosok száma | 164  | 126  | 128  | 131  | 150  | 150  | 153  |
|               | 1975 | 2014 | 2017 | 2019 | 2021 | 2022 | 2023 |